# Course de côte Bolzano - Col de Mendola
La Course de côte Bolzano - col de Mendola (Cronoscalate Bolzano - passo della Mendola en italien, Bozen - Mendelpass Bergrennen en allemand) était une compétition automobile italienne  pour voitures de course et -autrefois- motocyclettes disputée en été, le plus souvent entre la mi-juin et la mi-juillet. Le départ était donné du sud-ouest de Bolzano (Trentin-Haut-Adige), et l'arrivée se disputait sur les flancs du passo della Mendola. 

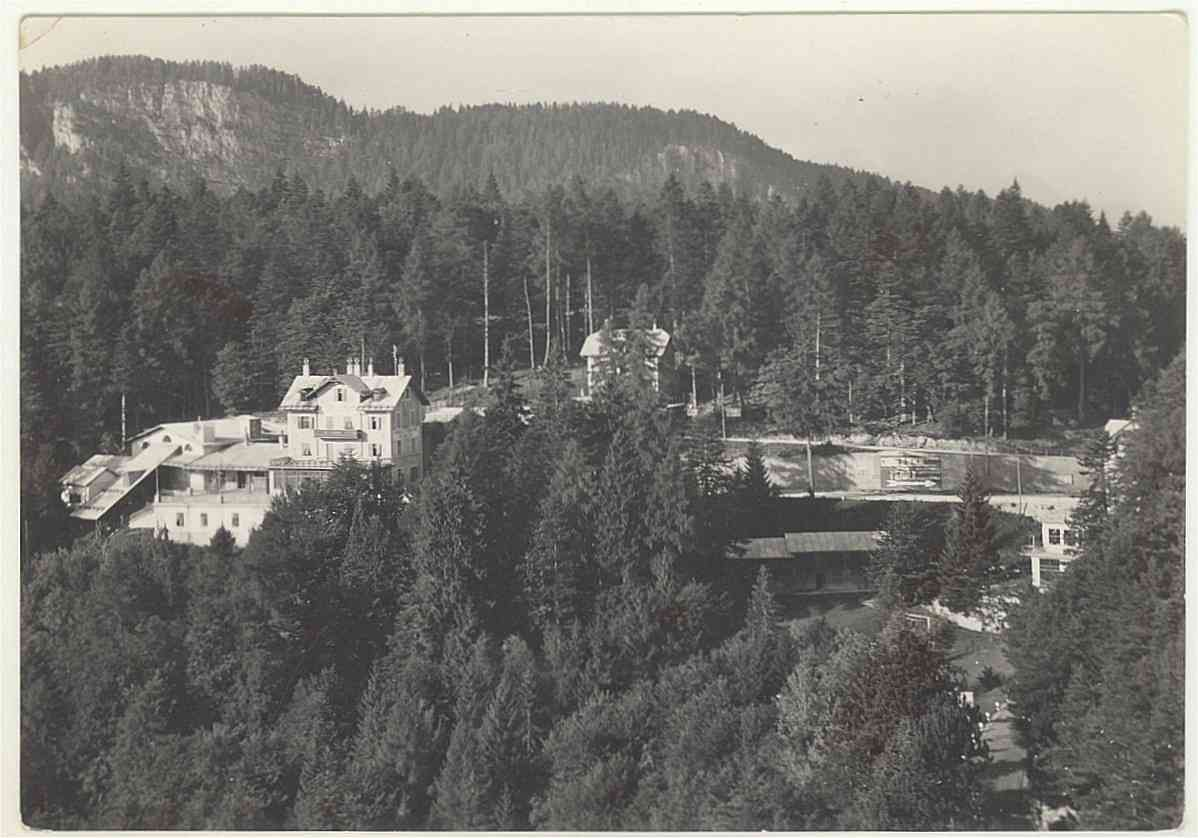
Le passo della Mendola, ici au début des années 1950 (à 1 375 mètres d'altitude), avec son hôtel à gauche.

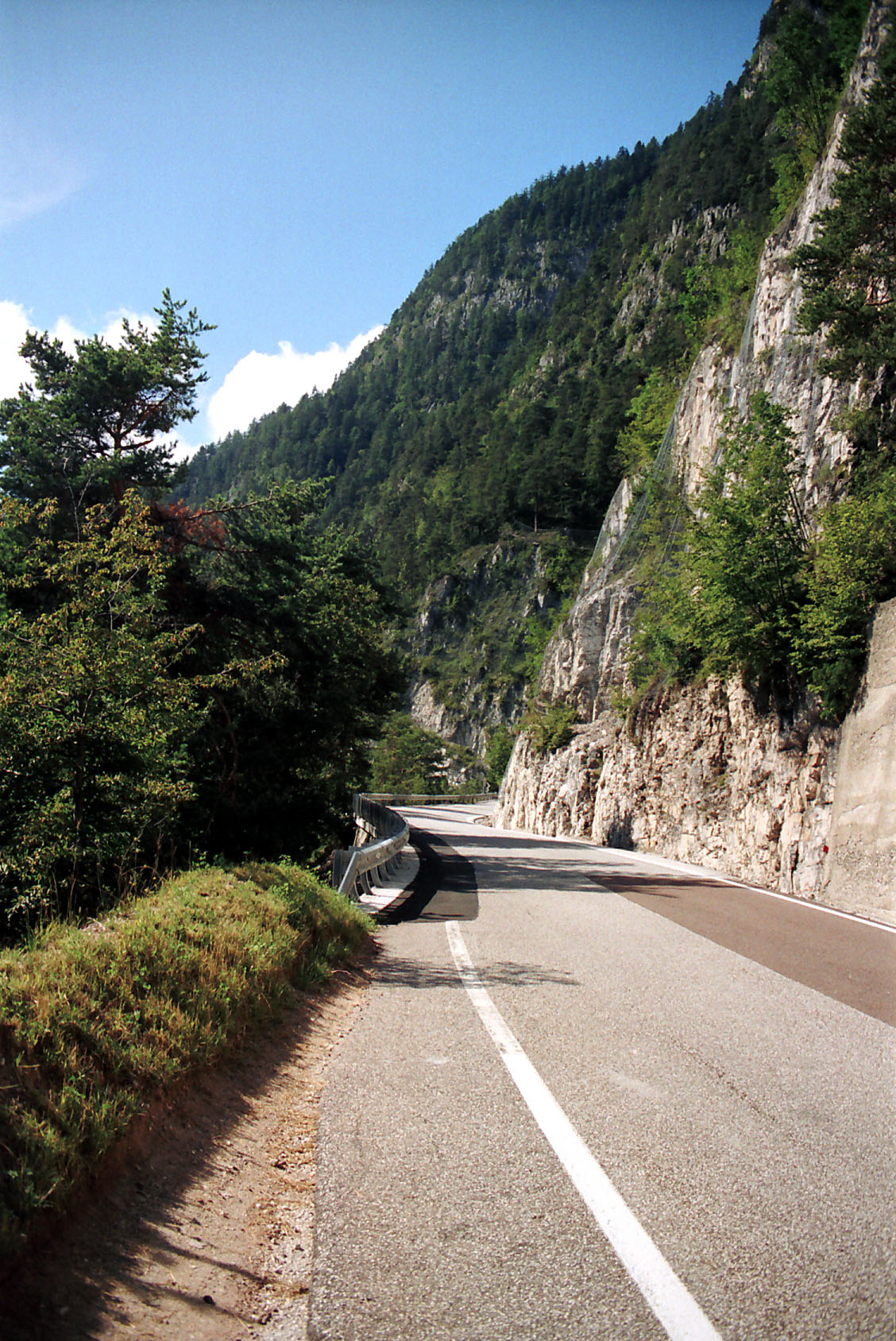
La route menant au passo della Mendola.

## Histoire
Créée en 1930 et longue de 26 kilomètres avant le second conflit mondial, l'épreuve a été intégrée au Championnat du monde des voitures de sport 1965 (remportée par l'Italien Herbert Demetz sur Abarth-Simca 2000GT, après un premier succès en championnat d'Italie en 1964), puis au Championnat d'Europe de la montagne en 1975, 1977, 1979, et 1981 (remportée alors à 4 reprises par Mauro Nesti, ce pilote s'imposant également en championnat national seul pour les années 1973 et 1976).

## Palmarès

### Premières éditions
Avant guerre, Bruno Fontanini s'impose à trois reprises en quatre ans.
| Année       | Vainqueur           | Écurie             |
| ----------- | ------------------- | ------------------ |
| 1930        | Bruno Fontanini     | Alfa Romeo 1750 GS |
| 1931        | Alberto Kechler     | Alfa Romeo 1750 GS |
| 1932        | Bruno Fontanini     | Alfa Romeo 2300    |
| 1933        | Bruno Fontanini     | Alfa Romeo 2300    |
| 1934 à 1937 | Annulée             | Annulée            |
| 1938        | Soave Besana        | Lancia Aprilia     |
| 1939        | Bianchi             | Lancia Aprilia     |
| 1940 à 1946 | Annulée             | Annulée            |
| 1947        | Salvatore Ammendola | Alfa Romeo         |
| 1948        | Giovanni Bracco     | Maserati 2000      |
| 1949        | Piero Carini        | Maserati 2000      |

### Détails de l'édition 1965 (en WSC)
Bergrennen Bozen (de).

### En Championnat d'Europe
| Année | Vainqueur   | Voiture     |
| ----- | ----------- | ----------- |
| 1975  | Mauro Nesti | Chevron B21 |
| 1977  | Mauro Nesti | Lola T296   |
| 1979  | Mauro Nesti | Lola T298   |
| 1981  | Mauro Nesti | Osella PA9  |